# Bach-korszak

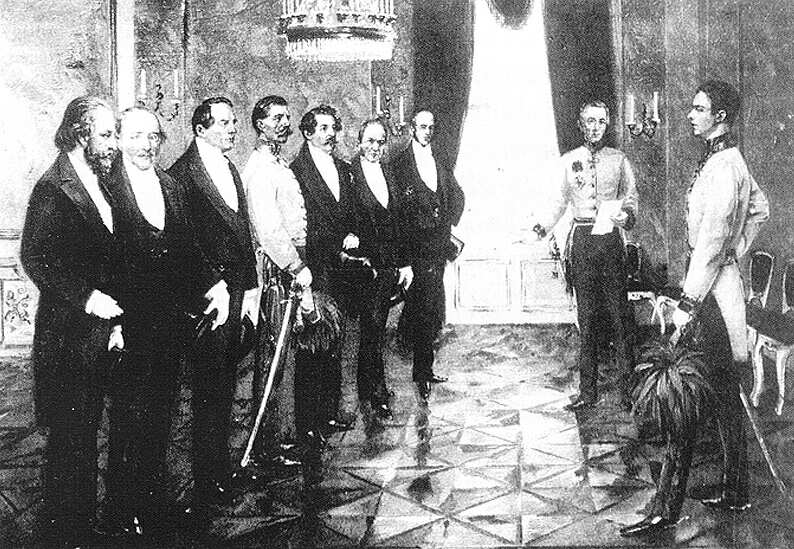
Felix zu Schwarzenberg bemutatja az 1848. november 21-én létrehozott kormányát a császárnak

A Magyar Királyság történetének 1851-től 1859-ig tartó időszakát  Alexander Bach osztrák belügyminiszterről Bach-korszaknak szokták nevezni. Ebben az  időszakban a Habsburgok célja az volt, hogy Magyarországot teljesen beolvasszák a birodalomba. A Bach-korszak valójában téves megnevezés, mert bár a belügyminiszter kezén mentek át a rendfenntartásra vonatkozó rendeletek, abban kizárólag Johann Kempen bárónak volt hatásköre. Kempen vezette a csendőrséget és az igazságszolgáltatást.

## Előzményei

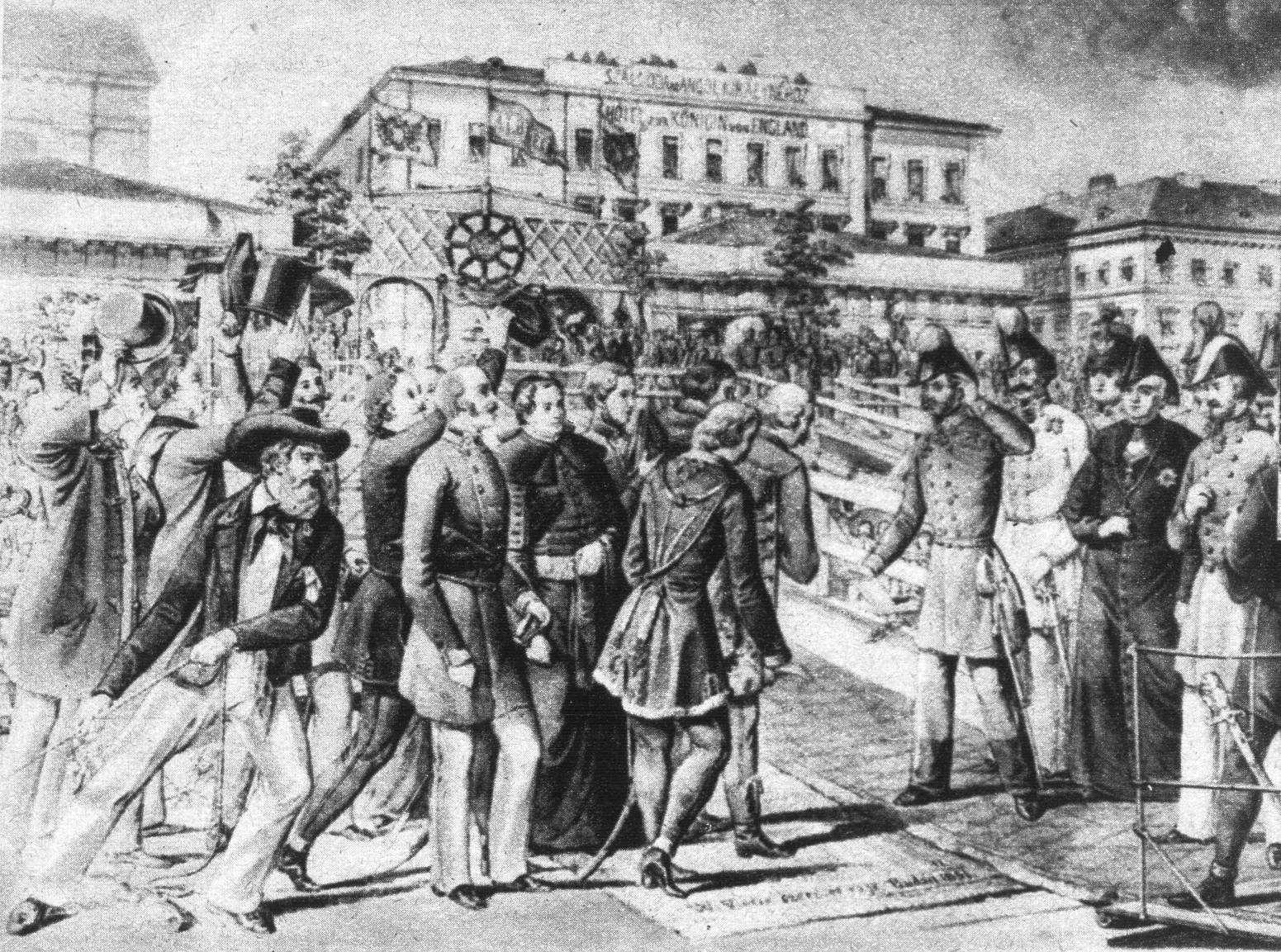
Albert főherceg Bécsből megérkezik Pestre. Az „Angol Királyné” előtt kiszáll a hajóból

A levert 1848–49-es forradalom és szabadságharc után a Haynau-rendszer rémuralma és a véres megtorlások következtében a birodalom a teljes centralizáció irányába tolódott el. Haynau menesztése után Albert főherceg lett Magyarország katonai és polgári kormányzója (1851–1860).

## Jellemzői
1852-ben meghalt Felix zu Schwarzenberg osztrák miniszterelnök.  Kezdetben ezt még a nép megnyerése érdekében alkotmánnyal álcázták (olmützi alkotmány), ám a nemzetközi események hatására még a látszatalkotmányosságot is felfüggesztették 1851-ben. Az uralkodó pedig személyesen vette át az állam ügyeinek vezetését. Mivel ez egy nyílt önkényuralmi rendszer, ezért ezt a korszakot szokás új- vagy neoabszolutizmusnak is nevezni.
A rendszer a hadseregre, a hivatalnokrétegre és a birodalmi arisztokráciára támaszkodhatott, még az osztrák polgárság sem szólhatott bele a politikai életbe, csupán a rövidtávú érvényesülési terveket szövő emberek juthattak politikai szerephez.[forrás?]

## Intézkedések e korszak alatt

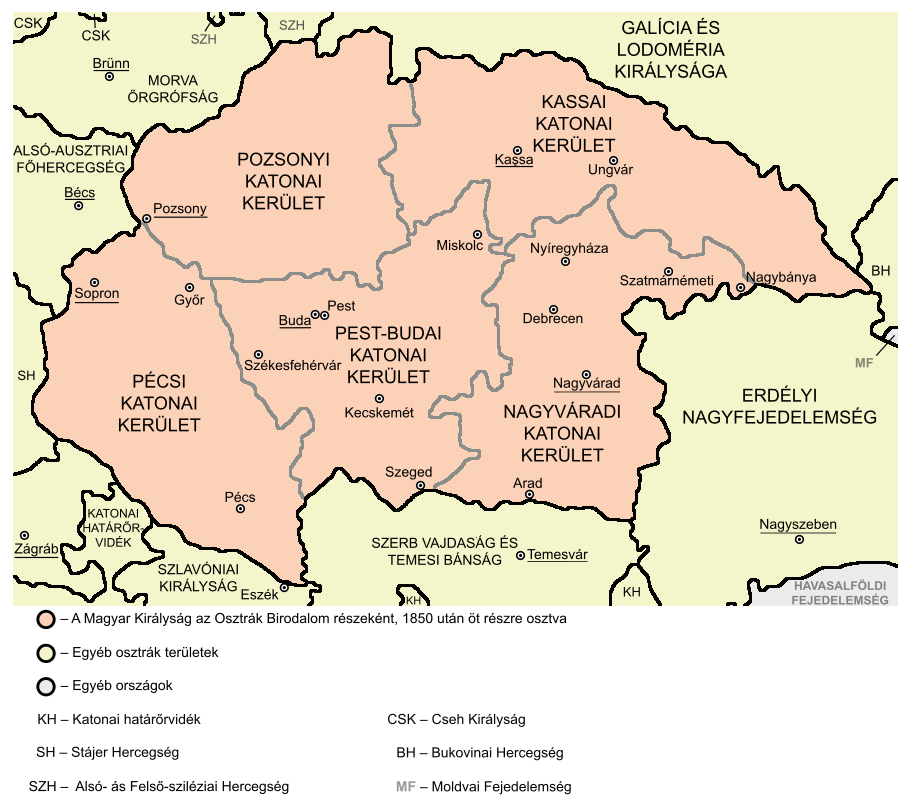
Magyarország közigazgatása a Bach-korszakban

### Közigazgatás
Az első lépés a közigazgatási rendszer átformálása volt. Leválasztották a Magyar Királyságról Erdélyt, Horvátországot, a Katonai határőrvidéket, a Szerb Vajdaságot és a Temesi bánságot. A két utóbbi egyesítésével létrehozták a külön igazgatás alá eső Szerb Vajdaság és Temesi Bánságot.
Ezek után a megmaradt területeket öt kerületre osztották (központjaik: Pest, Pozsony, Sopron, Kassa, Nagyvárad), eltörölve ezzel a régi vármegyerendszert. Eltörölték a megyék és a városok önkormányzatát is. A közigazgatás nyelve pedig egységesen a német lett a germanizációs és beolvasztási törekvések miatt.

### Hivatalnoki réteg

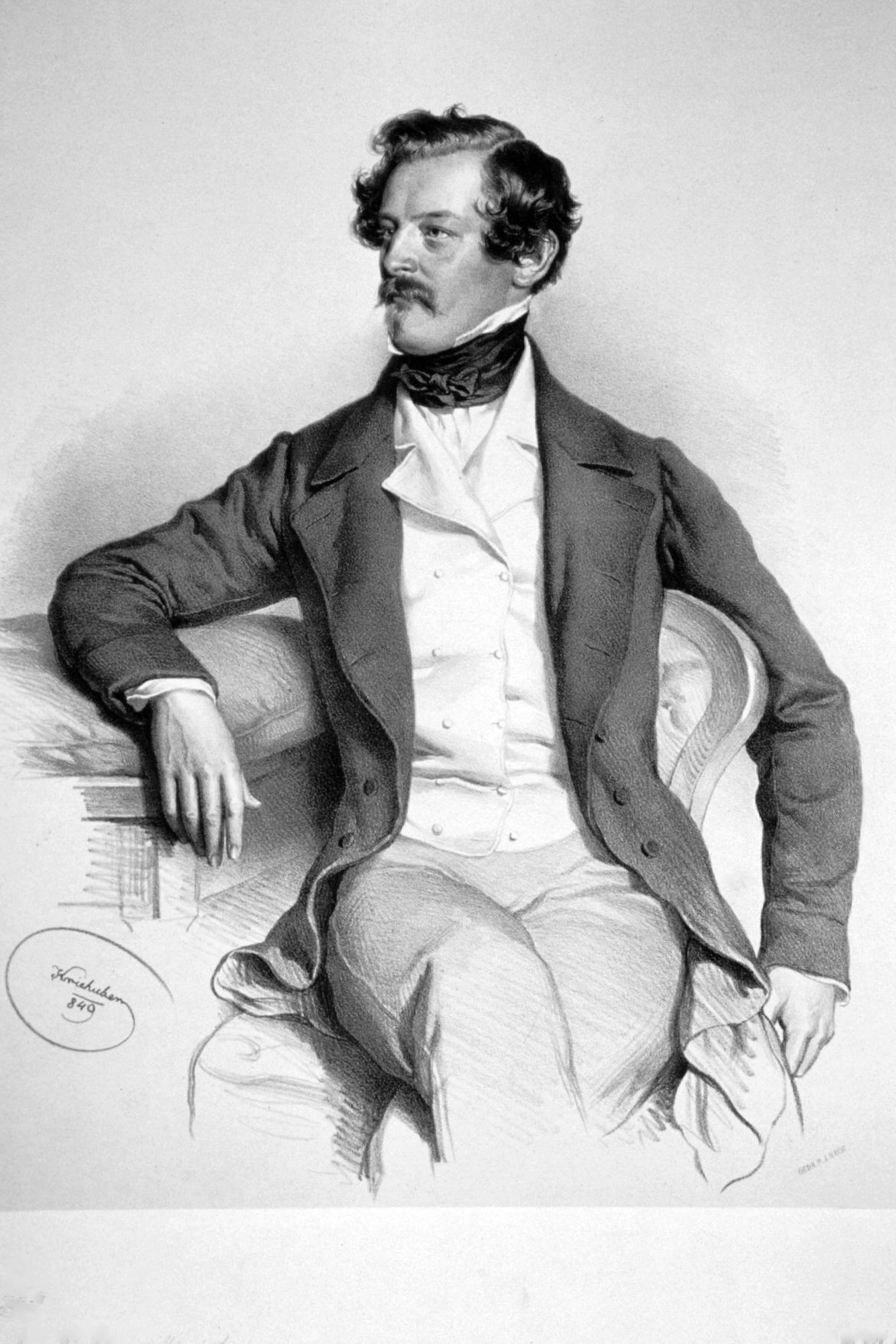
Alexander Bach osztrák belügyminiszter

A hivatalnoki rendszert kettős hivatalnokrétegnek nevezzük. Ez azt jelenti, hogy a magyar tisztviselők mellett osztrák hivatalnokok dolgoztak, azért, hogy egymást megfelelően kiegészítsék. Emellett még azért is szükség volt a külföldiekre, mivel a régi hivatalnokok egy része nem volt hajlandó együttműködni a hatalommal, mert így a hivatalok a központi akarat végrehajtói lettek. A főleg Ausztria területéről érkezett hivatalnokokat gúnyosan Bach-huszároknak csúfolták kötelezően előírt magyaros viseletük miatt. Ez a rendszer azonban igen költséges volt (hiszen kétszer annyi hivatalnokot kellett ellátnia).
A funkcionáriusok feladatai pedig az adóbeszedés, a közoktatás, az infrastruktúra és a bírói rendszer működtetése voltak.

### Egységesítés, a polgári állam kialakítása
Az új rendszer megkezdte a polgári állam kialakítását. Ennek első intézkedése az osztrák büntető és polgári törvénykönyv bevezetése 1853-ban. Ezzel kiiktatták a magyar szokásjogot a bírósági rendszerből. Kétfokú bírósági rendszert hoztak létre, amelyekben a központi kormányzat által kinevezett bírák működtek.
Osztrák mintára egységesítették a mértékegységrendszert és az oktatást. Utóbbi reformjának köszönhetően született meg a nyolcosztályos gimnázium, valamint az érettségi vizsga intézménye is (itt a porosz modell volt az irányadó). Azonban az oktatás nyelve is a német lett hivatalosan.
Bevezették az osztrák adórendszert és szabályozást a magyar helyébe, ami szintén új helyzetet teremtett, amihez igazodni kellett.

### Jobbágyfelszabadítás
Nem merték figyelmen kívül hagyni a jobbágyfelszabadítás kérdését, mely a polgári átalakulás egyik fontos pontja. Ezért 1853-ban az uralkodó kiadta az úrbéri pátenst, rendelkezett a jobbágyfelszabadításról és a nemesség kártalanításáról, amelyet az áprilisi törvények alapján hajtanak majd végre. Így azonban az intézkedés hiányos lett, mivel nem kerültek bele a szabadságharc alatt hozott intézkedések, azaz a szőlődézsma eltörlése és a majorsági földeken élő jobbágyok felszabadítása. Ez egy visszalépés, a jobbágyság aránya 25%-os lett a társadalomban. A gyakorlatban ez az 1850-es 1860-as években ment végbe, azaz a paraszti és a földesúri földek szétválasztása, a közös használati földek elkülönítése és a telekkönyvezés (földek nyilvántartásba vétele). Ezekben azonban különböztek a földesurak és egykori jobbágyok érdekei, ezért ez jelentősen kiélezte a földbirtokosok és a parasztok közti viszonyt.
Az áprilisi törvények értelmében a jobbágyfelszabadítás kártérítés ellenében zajlott, ám a szabadságharcot vezető nemesek nagy részét kisemmizték, mivel ezt a kártérítést értéktelen állampapírokban kapták meg. Ezeket csak alacsony árfolyamon tudták beváltani vagy pedig csak hosszú idő után jutottak hozzá, mivel az udvar elhúzta a kifizetést, akár 5-20 éves intervallumra is. Így a nemesek nem tudták átalakítani gazdaságaikat, nem tudtak modernizálni és jelentős részük a magas adók és a hitelek törlesztése miatt csődbe jutott.

### Gazdaság
Az 1850-es években tovább folytatódott az előző évtizedre jellemző gazdasági fellendülés. Ez főleg az ipar és a vasútépítés területén jelentkezett, valamint népességnövekedéssel is járt. Ipari üzemek is épültek, főleg a textil- és bőripar területén, általában francia és osztrák tőke hatására. Ennek a folyamatnak több ösztönzője is volt, például a külföldi tőke beáramlása, a jobbágyfelszabadítás, a háborúk idején kialakult gabonakonjunktúra, valamint a rendszer néhány intézkedése is jótékony hatással volt a fejlődésre, különösen az Ausztria és Magyarország közötti vámhatárok eltörlése 1850-ben. Ez az egységes birodalmi piac kialakulásának érdekében történt. Ugyanakkor hatására a magyar mezőgazdasági cikkek versenyelőnybe kerültek az exporttermékekkel szemben, ami hátráltatta az ipar fejlődését.

#### Ein Blick

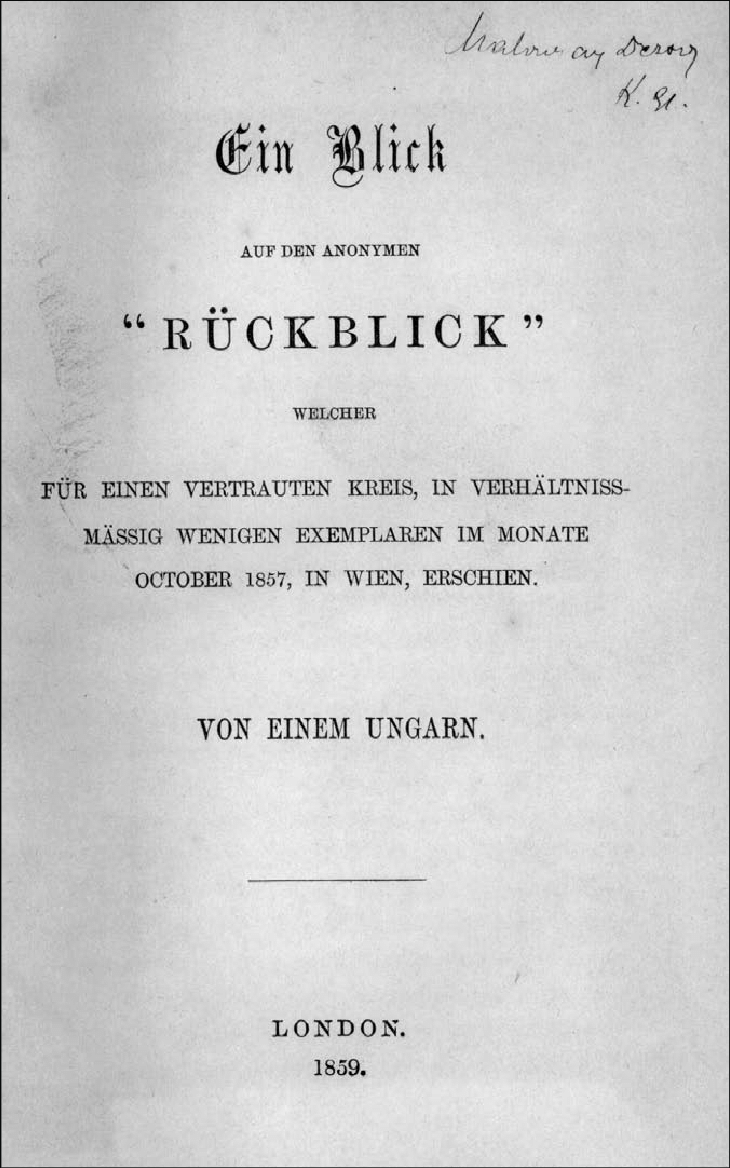
Széchenyi István Ein Blick című művének címoldala, 1859, London

Bach megpróbálta saját pozíciójának megerősítésére felhasználni a látható fejlődést, ezért névtelenül készíttetett egy propagandafüzetet (Rückblick, kb. "Visszatekintés" címmel), amelyben az elért eredményeket a kormány sikerének tulajdonította. Ez részben igaz is volt, de nem sokkal a kiadása után Széchenyi István megírta az Ein Blick-et (Pillantás).
Excellertiás Miniszter és Báró ur!
Ön az utóbbi időkben annyi jelét adta vallásosságának. hogy e tekintetben alig tudjuk önt meg érdemlett örömmel üdvözölni, mert a vallás bizonyára a legrövidebb és legbiztosabb alapja az emberi társadalomnak, szerencsés nép, melynek élén oly férfiak állanak, kik mindenek fölött isteni alapra fektetik müködésüket.…
…Az emberi nem, a legkevésbbé sem gyülöli az önkényt, magában véve: nagyon könnyen képes azzal megbarátkozni, sőt meg is szeretheti azt: és valóban az emberiség kifejlesztésére és felvilágositására alig van czélszerübb és előnyösebb eszköz egy  'genialis, minden viszonyokba mélyen beható absolut kormányzatnál: s ha az emberek, részint ösztönből; részint észszerü okoknál fogva az absolut kormány formát kárhoztatják, ez legtávolabbról sem ellenszenvből történik, hanem azon természetes okból, mivel az önkény, mint a tapasztalás bizonyitja, rendesen karöltve jár az ostobasággal.…
Széchenyi gúnyos hangnemben cáfolta a kormány számos állítását. Véleménye szerint a fejlődés alapvetően nem a kormány érdeme, hanem a beinduló gazdasági folyamatoké, valamint az 1839-es országgyűlésen hozott szabad gyáralapítási törvény hatására kialakult szabad versenyé. Természetesen külföldön és álnéven került nyomtatásra az írás, de hamar eljutott Magyarországra. Az udvar a szerző azonosítása után megfenyegette a szanatóriumban élő Széchenyit: amennyiben ilyen munkát képes írni, akkor láthatóan mégsem labilis az elmeállapota, tehát felelősségre vonható a tetteiért. Nem sokkal ezután, 1860-ban Széchenyi öngyilkos lett.

### Következményei
Habár a rendszernek voltak kedvező intézkedései, azonban az alkotmányosság felfüggesztése miatt ezek az intézkedések a lakosság ellenére történtek és nem a magyarság érdekeit, hanem összbirodalmi szempontokat vettek figyelembe, és a tisztviselők is legtöbb esetben képzetlenek voltak. Ez sajnálatos módon aláásta az államapparátus és az állampolgárok viszonyát. Nagy érdem volt, ha valaki ki tudta játszani az adófizetést, és ha semmibe tudták venni a központi rendeleteket. Ennek következményeként nem alakult ki egy olyan jellemző állampolgári tudat, mely az államot a sajátjának érezte és ezért áldozatokat is vállalt, pedig ez általában jellemző volt a polgári államokra.
Az önkényuralom valamilyen szinten azonban gátolta is a fejlődést, valamint a Bach-rendszer alatt háromszor is sor került az adó megemelésére, egyrészt a kettős hivatalnokréteg, másrészt az állomásozó katonák miatt. Ezeket az adókat azonban a passzív ellenállásba vonulók nem fizették. Ezen kívül még kiárusították az állami vagyon egy részét is, hogy fedezzék a hatalmas költségeket, mindez azonban hátrányos volt a gazdaság számára.

## Ellenállás

### Nyílt ellenállás
Ez az ellenállási forma az aktív, cselekvéses módszereket tömöríti magába. A magyar vezető réteg (kivéve az udvarhű arisztokráciát) teljes mértékben elutasította a neoabszolutizmust. Enyhébb körökben a Kossuth-szakáll növesztése, a nemzeti szín feltüntetése és a németek kiközösítése zajlott, bár sikertelenül. Az ötvenes években jelentősek voltak még a fegyveres megmozdulások is.

#### Noszlopy Gáspár mozgalma
Az egyik megmozdulás Noszlopy Gáspár gerillaharca a Dunántúlon 1851-ben, mely Dél-Tolna és Baranya területére korlátozódott. Ennek során több osztrák hivatalnokot lemészároltak az osztrák hadseregtől lopott fegyverekkel, valamint lázító röpiratokat adtak ki. A felkelést két hét alatt leverték és a vezetőket kivégezték.

#### Makk-féle összeesküvés
Még szintén 1851-ben indult mozgalom a Székelyföldön Makk József vezetésével, melyet a török emigrációban élők szerveztek.

#### Rózsa Sándor
A híres betyár, Rózsa Sándor mozgalma sem bizonyult sikeresnek. Rózsát Kufstein várbörtönébe zárták.

#### Libényi János merénylete
1853 februárjában Libényi János megpróbálta meggyilkolni Ferenc Józsefet a nyílt utcán, azonban sikertelen volt és kivégezték.

### Passzív ellenállás
A passzív ellenállás során lehetőleg törvényes keretek között próbálták meg kijátszani a birodalmat. Ennek egyik példája a közügyektől való elzárkózás. Vezéralakja Deák Ferenc, aki birtokait eladván 1854-ben Pestre költözött az Angol Királynő Szállóba. Akik részt vesznek a passzív ellenállásban, azok kitartanak az 1848-as áprilisi törvények mellett. Engedett módon bírálták a rendszert és elhatárolódtak az abszolutizmustól. Bojkottálták a kormányzat rendezvényeit és ahol lehetett, kijátszották az intézkedéseiket és nem fizettek adót.
Az ország legjelentősebb politikai ereje az egykori birtokos köznemesség zöme folytatott passzív ellenállást. Deák és hívei alkotmányos alapon utasították el az együttműködést, az áprilisi törvényekre hivatkozva.
A passzív ellenállás bizonytalanná tette a kormány helyzetét, azonban nyilvánvaló volt, hogy ezt az ellenállást nem lehet sokáig fenntartani, főleg az anyagiak miatt, hiszen rákényszerülnek az emberek, hogy hivatalt vállaljanak.
Az osztrákok csak Deákkal voltak hajlandóak tárgyalni, mivel 1848-ban megtett mindent az áprilisi törvényekhez ragaszkodó magyar nemesek és az udvar megbékélése érdekében, majd a szabadságharc kitörése után visszavonult birtokára. Így ő volt az egyetlen reformkori politikus aki az ötvenes években is hallathatta a hangját.

### Emigráció
Az emigráció az ellenállás egy sajátos formáját képviselte. Az emigrációban élők zöme a szabadságharc leverése után hagyta el az országot és kezdetben a Török Birodalom területén, Isztambulban húzódtak meg, azonban az osztrákok megpróbálták rávenni a törököket, hogy adják át őket. A törökök nem engedtek, de megegyeztek abban, hogy az emigránsokat távolabb telepítik a határtól, így jutottak Kütahyaba, majd innen szétszéledtek. Párizsban próbálták megnyerni III. Napóleont Szemere Bertalan, Teleki László és Andrássy Gyula, míg Londonban Pulszky Ferenc, Klapka György és Vukovics Sebő próbáltak intézkedni.
Ahogyan általában az emigránsok több csoportra oszlottak nézeteiknek megfelelően. Lényegében próbálták ébren tartani a magyar kérdést külföldön, valamint megpróbáltak kihasználni minden adódó nemzetközi helyzetet a harc folytatására, ezért az osztrák kormányzatnak minden nemzetközi konfliktusnál számolnia kellett velük.
Sajnos az emigránsok nem értek el jelentős eredményeket, de súlyt adtak az otthoni ellenállásnak.

## A Bach-rendszer bukása
Az 1848–49-es forradalom és szabadságharc leverésében nagy szerepet játszottak az orosz seregek. Ennek viszonzásául I. Miklós cár segítséget kért Ferenc Józseftől a krími háborúba, azonban Ferenc József megtagadta a segítséget, ezért a bizalom megingott közöttük. Az 1859-es olasz egységtörekvések nyomán elszenvedett vereségek hatására 1860-ra a birodalom kiszorult Itáliából, a Bach-rendszer hatalmas pénzügyi kiadásai pedig csődhöz vezettek. Ezért 1859-ben Ferenc József menesztette Alexander Bachot és reformígéreteket tett a magyaroknak, amely reményt adott nekik. Ennek egyik jele volt, hogy 1860-ban engedélyeztek egy megemlékezést (március 15.). A közbiztonságot a rendőrség tartotta fent, azonban Forinyák Géza mégis összeütközött velük és meghalt. Az ő temetése 1860 nyarán egy rendszerellenes demonstrációvá nőtte ki magát. Ehhez még hozzájárult Széchenyi öngyilkossága és temetése is húsvétkor. A helyzet kezelhetetlenné vált, így Albert főherceg lemondott 1860-ban és helyére átmenetileg Benedek Lajos tábornagy kerül, hogy megszilárdítsa a birodalmat.